# دیوونه دیوونه / هاراجوکو ایاهویی
«دیوونه دیوونه / هاراجوکو ایاهویی» (Crazy Crazy / 原宿いやほい) اولین تک‌آهنگ فیزیکی (به‌طور کلی دومین) از تهیه‌کنندهٔ موسیقی ژاپنی و از اعضای کپسول، یاسوتاکا ناکاتا و نیز سیزدهمین تک‌آهنگ خواننده و مدل ژاپنی کیاری پامیو پامیو می‌باشد که در ۱۸ ژانویهٔ سال ۲۰۱۷ منتشر شد. این تک‌آهنگ در نسخه‌های دیجیتال و سی‌دی منتشر شده‌است و به‌عنوان اولین تک‌آهنگ ترکیبی این دو علامت‌گذاری نیز شده‌است. همچنین این ترانه اولین تک‌آهنگ مشترک این دو با خواننده و ترانه‌سرای بریتانیایی چارلی ایکس‌سی‌ایکس می‌باشد.